# Азербайджано-иранская граница

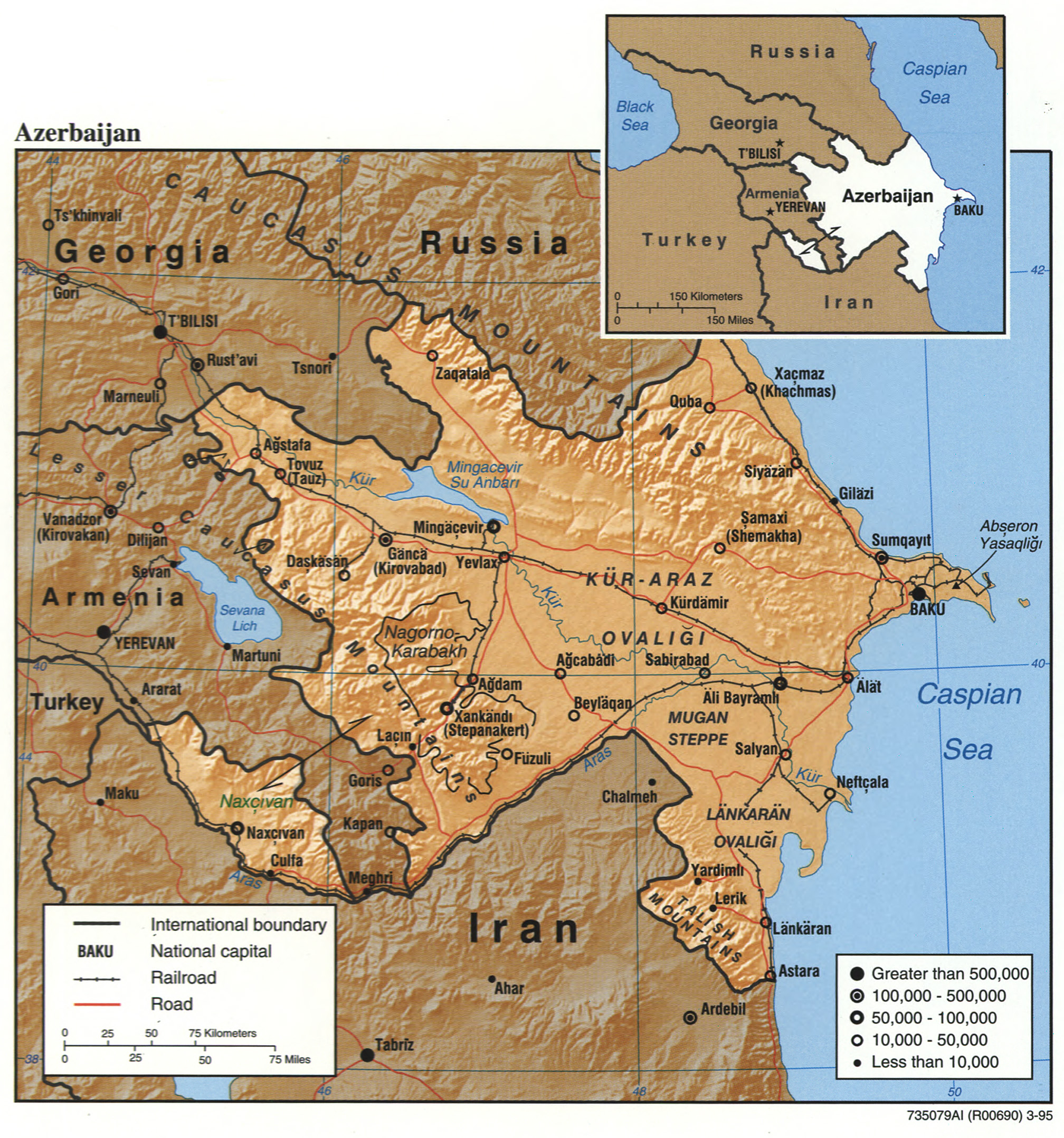
Карта Азербайджана с Ираном на юге

Азербайджано-иранская граница (азерб. Azərbaycan–İran sərhədi, перс. مرز آذربایجان و ایران‎) — государственная граница между Азербайджаном и Ираном. Она имеет общую длину в 689 км и состоит из двух несмежных участков, разделённых армяно-иранской границей.

## Описание

### Западный (нахичеванский) участок
Западный (нахичеванский) участок азербайджано-иранской границы начинается на северо-западе в пограничном стыке с Турцией на реке Аракс, продолжается вдоль этой реки в юго-восточном направлении, через водохранилище Аракс (созданное плотиной Аракс ГЭС) и заканчивается в пограничном стыке с Арменией.

### Восточный участок
Восточный участок азербайджано-иранской границы начинается на западе в пограничном стыке с Арменией на реке Аракс, а затем следует по этой реке в северо-восточном направлении. Граница отходит от русла реки в точке, расположенной к югу от Бахрамтепе, резко поворачивая на юго-восток, и идёт через Муганскую равнину к реке Болгарчай. Затем она тянется вдоль этой реки на юг, формируя большой широкий S-образный участок. Исток реки находится у города Ярдымлы, а граница, миновав его, изгибается на юго-восток и проходит через Талышские горы, затем поворачивает на восток вдоль реки Астарачай, следуя по её течению к Каспийскому морю.

## История
В течение XIX века регион Кавказа оспаривался между приходящей в упадок Османской империей, Персией и Российской империей, последняя расширялась на юг. По итогам Русско-персидской войны (1804—1813) и последовавшего за ней Гюлистанского мирного договора Россия приобрела большую часть территории нынешнего Азербайджана и часть Армении. Была проведена граница, которая является современной границей между Ираном и Азербайджаном (исключая нахичеванский участок) и Ираном и Арменией. После Русско-персидской войны (1826—1828) и последовавшего за ним Туркманчайского договора Персия была вынуждена уступить Нахичевань и остальную Армению России. Граница была продолжена по Араксу до пограничного стыка с Османской империей, тем самым была полностью сформирована граница, впоследствии ставшая азербайджано-иранской.
После Революции 1917 года в России народы Южного Кавказа провозгласили в 1918 году Закавказскую демократическую федеративную республику и начали мирные переговоры с Османской империей. Внутренние разногласия привели к тому, что Грузия вышла из состава федерации в мае 1918 года, а вскоре за ней последовали Армения и Азербайджан. Одним только своим названием новый независимый Азербайджан вызвал напряжённость в отношениях с Персией, поскольку, казалось, тем самым он демонстрировал свои претензии на азербайджанский регион Ирана. В 1920 году советская Красная армия вторглась в Азербайджан и Армению, положив конец независимости обеих стран, а затем в феврале-марте 1921 года — в Грузию. В 1922 году все три государства были включены в Закавказскую СФСР в составе СССР, а затем разделены в 1936 году. Поддерживаемое СССР сепаратистское государство в Иранском Азербайджане было создано в 1945 году, но вскоре было ликвидировано иранскими войсками.
Иранско-советская пограничная конвенция 1954 года внесла некоторые незначительные коррективы на участке границы на Муганской равнине и вблизи деревни Деман и города Намин в пользу Ирана. Затем последовала демаркация на местах, а окончательное соглашение было подписано в 1957 году. В 1970 году были внесены некоторые дополнительные коррективы в нахичеванский участок границы после строительства плотины Аракс ГЭС.
После распада СССР в 1991 году Азербайджан обрёл независимость и унаследовал свой участок ирано-советской границы. Иран быстро признал новое государство, хотя отношения с ним охладели из-за опасений Ирана относительно потенциальных претензий Азербайджана на его территорию как часть «Всего Азербайджана». Иран также поддержал Армению в Первой карабахской войне. После войны Армения продолжила контролировать самый западный участок «материковой» азербайджано-иранской границы. Отношения между Ираном и Азербайджаном несколько улучшились после вступления в должность президента Ирана Хасана Рухани.
22 октября 2020 года несколько сёл, город Зангилан, поселок Агбенд и Агбендская пограничная застава в Зангиланском районе Азербайджана вернулись под контроль ВС Азербайджана и тем самым был обеспечен полный контроль над государственной азербайджано-иранской границей.
В январе 2022 года в рамках визита в Азербайджан министра дорог и градостроительства Ирана Ростама Гасеми был подписан протокол о строительстве автодорожного моста через Астарачай, который был обговорен ещё в 2021 году и состоялась церемония закладки фундамента.

## Поселения у границы

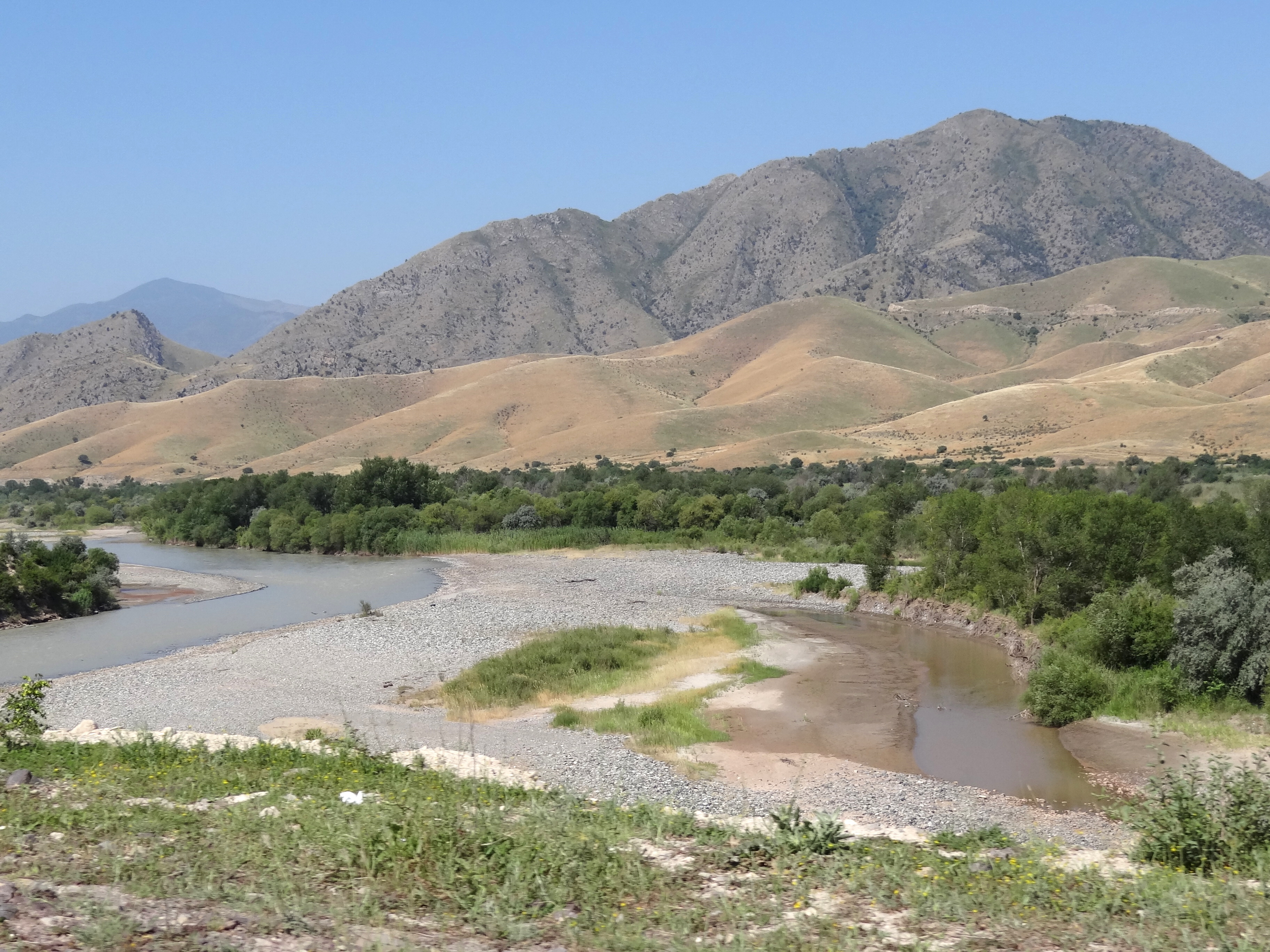
Граница по реке Аракс, вид из Ирана в сторону Азербайджана

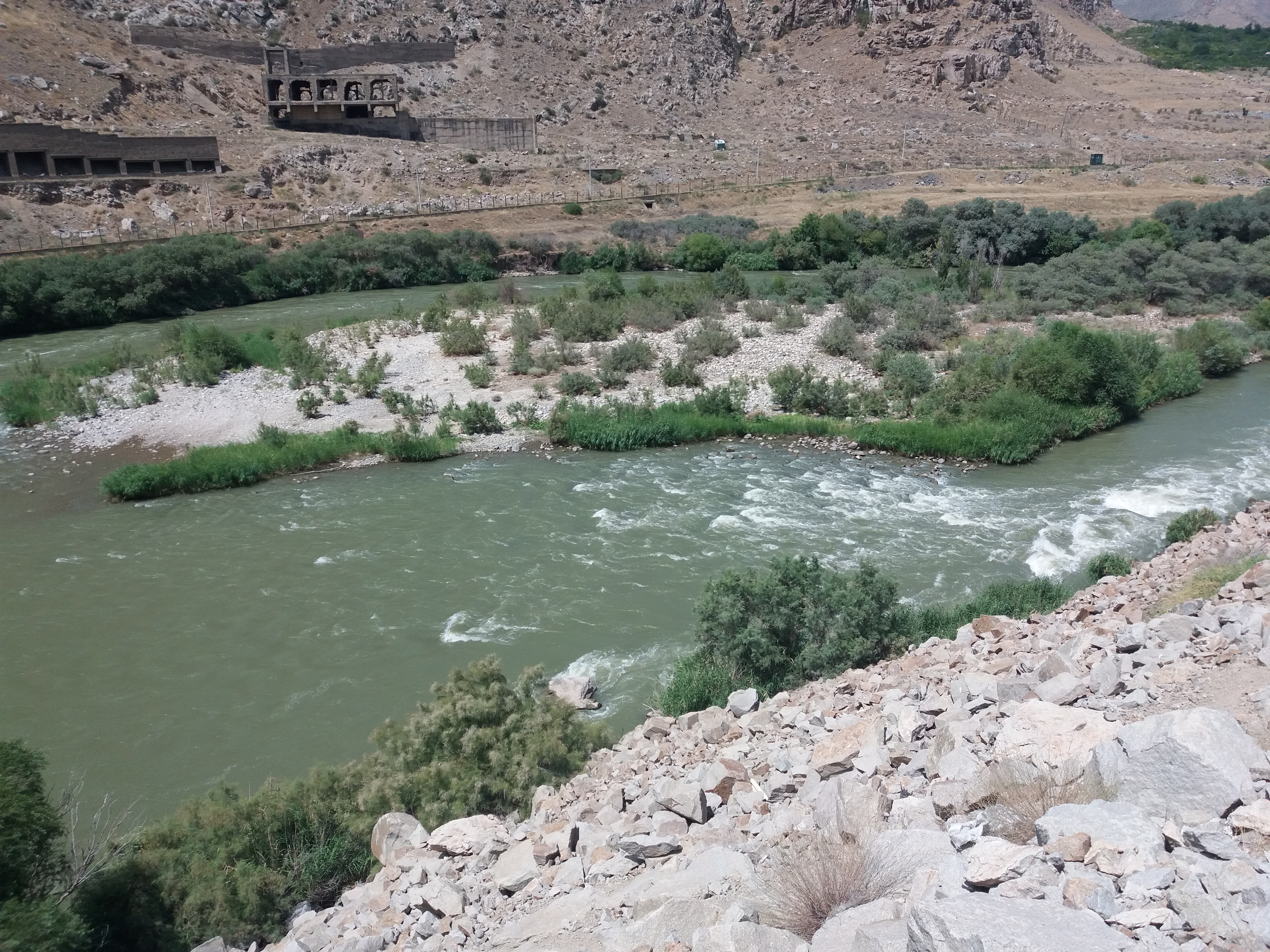
Участок границы в районе села Нуртуз

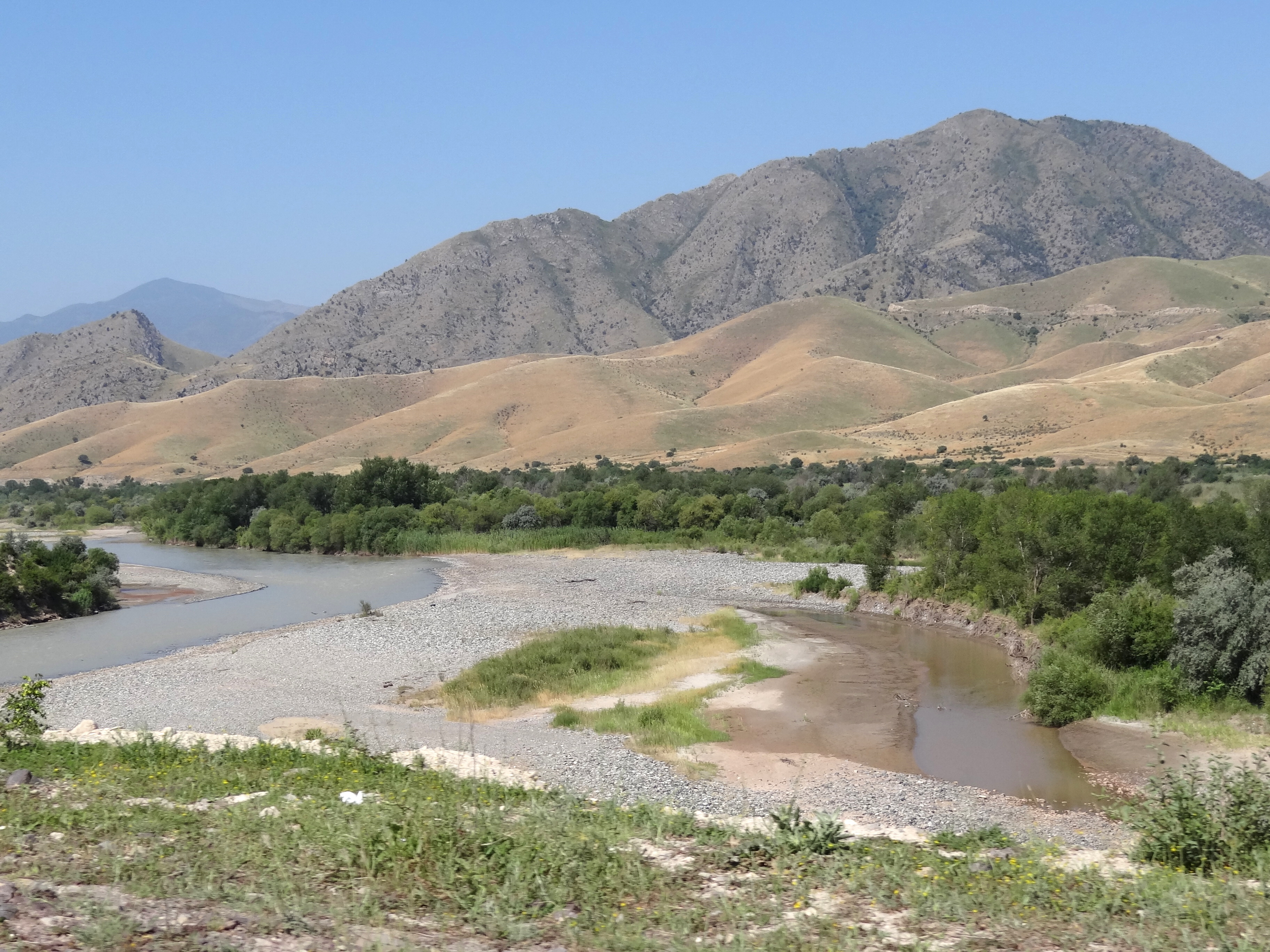

### Азербайджан
- Кивраг
- Нахичевань
- Нехрам
- Десте
- Джульфа
- Ордубад
- Миндживан
- Халафли
- Машанлы
- Солтанлы
- Амирварлы
- Ашагы Маралян
- Джафарабад
- Махмудлу
- Бёюк Марджанлы
- Мехдили
- Казахлар
- Горадиз
- Молламагеррамли
- Араятлы
- Керимбейли
- Бала Бехменли
- Биринджи Махмудлу
- Амирзейдли
- Икинджи Шахсевен
- Биринджи Шахсевен
- Ашагы Чаменли
- Бахрамтепе
- Билясувар
- Зевин
- Ярдымлы
- Лязран
- Деман
- Каравулдаш
- Госмальян
- Гёвдере
- Месджидмахалля
- Супарибаг
- Астара

### Иран
- Шоджа
- Джульфа
- Ченакчи
- Карех Кабак-э Софла
- Чалме Канди
- Джахан Ханамлу
- Кешлак-э Джахан Ханемлу
- Карех Куч
- Татар-э Олья
- Ту Али-е Олья
- Курзех
- Занбалан
- Лариджан-э Софла
- Эсканлу-э-Софла
- Мохаммад Салеху
- Гун Гурмез
- Халаф Бейглуй-э Софла
- Асландуз
- Максудлу-е Олья
- Сурха Канди
- Хазар Канди Кешлаки
- Касихли
- Пираюватлу
- Парья Катли
- Парсабад
- Камишчу
- Биле-Сёвер
- Герми
- Аг Болаг
- Ходже Болаги
- Сидж
- Гиладе
- Кале
- Астара

## Пограничные пункты пропуска
| Иран          | Азербайджан          | Детали                                  |
| ------------- | -------------------- | --------------------------------------- |
| Астара (Иран) | Астара (Азербайджан) | автомобильный, морской, железнодорожный |
|               | Билясувар            |                                         |
|               | Джульфа              |                                         |
| Полдашт       | Шахтахты             |                                         |

Пункт пропуска в Астаре является единственным на границе, имеющим морское, автомобильное и железнодорожное сообщение.
Транспортный коридор Север — Юг проходит через Астаринский пропускной пункт.
30 декабря 2023 года открыт автомобильный мост и погранично-пропускной пункт модульного типа через реку Астарачай. Мост предназначен для грузового транспорта. Длина моста — 97,5 м., 4 полосы движения, плюс две пешеходные полосы шириной по 2,5 м. Пропускная способность пограничного пункта составит 250-300 грузовых автомобилей в сутки.
С 20 марта 2024 по 20 марта 2025 года через Астаринский пропускной пункт проехало более 2 миллионов грузовиков. Ежедневно через пункт пропуска проезжало 500 грузовиков.
Планируется открытие пунктов пропуска в Парсабаде и Худаферине.